# Tuya (novela)
Tuya es una novela de la escritora argentina Claudia Piñeiro, publicada en 2005 por la editorial Colihue  y en 2008 por Alfaguara. 
El libro fue finalista del Premio Planeta Argentina 2003. 
La protagonista Inés Pereyra tiene todo lo que siempre deseó, un esposo exitoso, una casa en un barrio residencial y estabilidad familiar. Inés relata los acontecimientos en un tono frenético pero sereno que caracteriza todo su ser. porque para ella lo más importante es que nada cambie, que pueda conservar a su marido (en el que ya no piensa mucho, como revela más tarde), las apariencias y su cómoda existencia. Ella subordina todo completamente a ese fin.

## Argumento
El libro está estructurado en dos partes entre las que transcurren cinco meses, y dividido en capítulos breves que incorporan las voces de Inés, su hija Lali, un narrador omnisciente y algunos documentos encontrados por la policía. 
Inés Pereyra es una esposa muy cariñosa: su marido Ernesto está teniendo una aventura, pero eso al principio no es un problema para ella. En su maletín encontró un trozo de papel en el que se había dibujado un corazón con lápiz labial y firmado "tuya". Su marido responde a su afirmación "te amo" con un "yo también te amo". No se puede pedir nada más. Es normal que un matrimonio deje de ser tan apasionado al cabo de unos años y que la gente deje de besarse. Pero la relación con los tuyos no debe profundizarse bajo ningún concepto. 
Dado que Inés no quiere exagerar la historia de forma -supuestamente- inapropiada, al principio no dice nada, pero a partir de entonces busca repetidamente entre las cosas de Ernesto y escucha sus conversaciones telefónicas. Lo sigue una noche lluviosa cuando él finge que necesita resolver urgentemente un problema informático en la empresa, y lo ve reuniéndose con su secretaria Alicia junto a un lago en el parque de la ciudad. Los dos parecen estar discutiendo y cuando él la empuja, ella cae y se golpea la cabeza con el tronco de un árbol caído. Ernesto hunde el cuerpo en el lago. Inés regresa a casa decidida a apoyarlo y protegerlo de posibles cargos de asesinato. Espera que Ernesto le confiese la desgracia para poder revelarle su complicidad. Pero hasta entonces es importante aprovechar el tiempo al máximo. Limpia su ropa y en el trabajo de Alicia encuentra las llaves de su apartamento. Armada con guantes de goma, se dirige allí para retirar material incriminatorio que podría indicar una conexión entre Alicia y Ernesto. Inés ayuda a su marido a elaborar una coartada, porque al fin y al cabo el odio une a las personas tanto como el amor. El cuerpo de Alicia sigue desaparecido. Todo parece estar en orden, pero la marea está cambiando. El ingrato Ernesto ni siquiera piensa en abandonar sus actividades extramatrimoniales. Inés inicia entonces una campaña de venganza de la que no hay retorno.
Lali, la hija de dieciséis años de Inés y Ernesto, atraviesa paralelamente un embarazo no deseado y se encuentra en la disyuntiva de abortar o seguir con el proceso. Sin apoyo, ve que su parentela está ausente y sabe que no la ayudarán. Nadie se percata de su real estado. Por una coincidencia descubre la situación matrimonial de sus padres.

## Recepción
Cintia Martínez opina en Feminacida que: "Piñeiro realiza, a través de la ironía, una reconstrucción de las costumbres conservadoras de un sector de la sociedad que, aún hoy, cree que las mujeres deberían casarse, atender a un hombre y cuidar el hogar como estilo de vida. De esta manera, el personaje de Inés, aún encarnando a una mujer fría, obsesiva y manipuladora, se convierte en cómplice de Ernesto, atribuyendo la culpa de todo lo sucedido a las figuras femeninas y creyendo, incluso, las excusas que se inventa a sí misma." 
Evelyn Pacheco Silva elogió la obra en El Universo: "Alternando entre diálogos, monólogos e incluso reportes forenses, Piñeiro nos demuestra que esta es una novela magistralmente estudiada. Su manera de estructurar la obra literaria es tan meticulosa que el cambio de voces narrativas, que poseen los breves capítulos de la novela, es casi imperceptible. Sin duda un libro que podría ser devorado en una sentada." 

## Adaptación
- Tuya fue adaptada al cine en la película argentina homónima de 2015, dirigida por Edgardo González Amer. El elenco está compuesto por Andrea Pietra, Jorge Marrale, Juana Viale, Ana Celentano, Malena Sánchez. [6][7]